# カーチス・ストレンジ
カーティス・ノースラップ・ストレンジ（Curtis Northrup Strange、1955年1月30日 - ）は、アメリカ人プロゴルファーであり、テレビのコメンテーター。全米オープンに2年連続で優勝し、世界ゴルフ殿堂とバージニアスポーツ殿堂のメンバー。1986年のデビューから1990年まで200週以上にわたりオフィシャルワールドゴルフランキングのトップ10を維持した。

## 大学時代まで
双子の兄弟アレンとともにバージニア州ノーフォークで生まれた。地元のカントリークラブを経営していた父親はストレンジが7歳の時にゴルフを始めさせた。バージニアビーチのプリンセスアン高校を卒業後、ノースカロライナ州ウィンストンセーラムにあるウェークフォレスト大学に進学、大学のゴルフチーム（NCAAディヴィジョンI、ゴルフワールド誌により「史上最高」と評された）でジェイ・ハースやボブ・バイマンらとともにゴルフをプレーした。

## PGAツアーのキャリア
1980年代のPGAツアーの主要選手の一人であり、ツアー優勝全17回のうち16回をこの10年間に獲得している。1985年、1987年、1988年はツアー賞金王になり、また、初めて年間賞金総額が100万ドルを超えたプレーヤーにもなった。メジャー大会には2度優勝したが、それが全米オープンの2連覇である。第二次世界大戦以降で全米オープンを2連覇した者は3人しかいない（ブルックス・ケプカ（2018年）、ストレンジ（1989年）、ベン・ホーガン（1951年））。
1989年の全米オープンがストレンジの最後のツアー優勝となった。その他のメジャー大会では、1985年のマスターズは最終日までトップを維持していたが最終的には2打差で2位に終わった。1989年のPGA選手権でも1打差で2位だった。ライダーカップに5回（1983年、1985年、1987年、1989年、1995年）出場し、2002年にはチームキャプテンを務めた。
全盛期であったにもかかわらず全英オープンを何度か欠場したが、それでもかなりの数の海外試合に出場している。多数の米国人プロを招待して行われたイベント試合である「ABC日米マッチ」（1986年）に優勝したほか、オーストラレージア ツアーにも幅広く出場している。1980年代後半から1990年代前半にかけて、オーストラリア国内大会で3勝、1976年のオーストラリアオープン、1977年のコルゲートチャンピオンオブチャンピオン、1986年のニュージーランド航空シェルオープン、1990年の大京パームメドウズカップでそれぞれ2位の成績を残した。
ヘンリック・ステンソンやベン・ホーガンと同じくストレンジは左利きだがゴルフは右打ちのスタイルを採る。

## その後の経歴と受賞
2005年の1月に50歳となり、チャンピオンズツアーに参加したが、この年5位以内でフィニッシュしたのはコンステレーションエナジークラシック（3位）、フェデックスキンコーズクラシック（5位タイ）の2試合のみで、「次第に調子が悪くなっていってついに地獄に落ちた、と言われた」と語った。
1997年にスポーツ番組 ESPN / ABC のゴルフ担当として、キャスターであるマイク・ティリコの補佐役に起用された。2004年の全米オープン直前に契約紛争により退任したが、4年後の2008年の全米オープンの際に再起用された。2016年にはFoxと契約して USGA 選手権試合のコースレポーターを務めた。
いくつかの特筆すべき出来事に際してのコメントは彼の能力を発揮するものだった；1997年メルセデス選手権におけるタイガー・ウッズのプレイオフ勝利、1999年ボブホープクライスラークラシック最終日のデビッド・デュバルによる59ストローク、1999年全英オープンにおけるジャン・バンデベルデの崩壊劇、ウッズが生涯グランドスラムを達成した2000年全英オープン、2003年グレーターハートフォードオープンにおけるピーター・ヤコブセンの49歳最年長勝利、2008年全米オープンのウッズの素晴らしいプレー、全英オープンを59歳で勝利する一歩手前まで行ったトム・ワトソン、2013年全英でのフィル。ミケルソンの最終日後半9ホールの猛チャージなど。
2007年4月18日に、世界ゴルフ殿堂に推挙され、11月12日にフロリダ州セントオーガスティンのワールドゴルフビレッジで殿堂入りした。
2009年5月、バージニア州南東部でスポーツに貢献したアスリート、コーチ、管理者を称えるハンプトンロードスポーツ殿堂に指名された。

## アマチュアでの勝利（5）
- 1974 西部アマチュア、北および南アマチュア、NCAAディビジョンI選手権
- 1975 North and South Amateur、Eastern Amateur

## プロでの勝利（28）

### PGAツアーの勝利（17）
| レジェンド              |
| メジャー選手権（2）     |
| ツアー選手権（1）       |
| その他のPGAツアー（14） |

| No. | Date         | Tournament                                | Winning score      | To par | Margin of victory | Runner(s)-up                                      |
| --- | ------------ | ----------------------------------------- | ------------------ | ------ | ----------------- | ------------------------------------------------- |
| 1   | Oct 21, 1979 | Pensacola Open                            | 69-71-62-69=271    | −17    | 1 stroke          | Billy Kratzert                                    |
| 2   | May 4, 1980  | Michelob-Houston Open                     | 66-63-66-71=266    | −18    | Playoff           | Lee Trevino                                       |
| 3   | Aug 17, 1980 | Manufacturers Hanover Westchester Classic | 69-65-70-69=273    | −11    | 2 strokes         | Gibby Gilbert                                     |
| 4   | Aug 21, 1983 | Sammy Davis Jr.-Greater Hartford Open     | 69-62-69-68=268    | −16    | 1 stroke          | Jay Haas, Jack Renner                             |
| 5   | Sep 30, 1984 | LaJet Golf Classic                        | 68-67-67-71=273    | −15    | 2 strokes         | Mark O'Meara                                      |
| 6   | Mar 3, 1985  | Honda Classic                             | 67-64-70-74=275    | −13    | Playoff           | Peter Jacobsen                                    |
| 7   | Mar 24, 1985 | Panasonic Las Vegas Invitational          | 69-73-64-66-66=338 | −17    | 1 stroke          | Mike Smith                                        |
| 8   | Jul 7, 1985  | Canadian Open                             | 69-69-68-73=279    | −9     | 2 strokes         | Jack Nicklaus, Greg Norman                        |
| 9   | Apr 27, 1986 | Houston Open (2)                          | 72-68-68-66=274    | −14    | Playoff           | Calvin Peete                                      |
| 10  | Jul 5, 1987  | Canadian Open (2)                         | 71-70-66-69=276    | −12    | 3 strokes         | David Frost, Jodie Mudd, Nick Price               |
| 11  | Aug 2, 1987  | Federal Express St. Jude Classic          | 70-68-68-69=275    | −13    | 1 stroke          | Russ Cochran, Mike Donald, Tom Kite, Denis Watson |
| 12  | Aug 30, 1987 | NEC World Series of Golf                  | 70-66-68-71=275    | −5     | 3 strokes         | Fulton Allem                                      |
| 13  | May 1, 1988  | Independent Insurance Agent Open          | 69-68-66-67=270    | −18    | Playoff           | Greg Norman                                       |
| 14  | May 29, 1988 | Memorial Tournament                       | 73-70-64-67=274    | −14    | 2 strokes         | David Frost, Hale Irwin                           |
| 15  | Jun 20, 1988 | U.S. Open                                 | 70-67-69-72=278    | −6     | Playoff           | Nick Faldo                                        |
| 16  | Nov 14, 1988 | Nabisco Championship                      | 64-71-70-74=279    | −9     | Playoff           | Tom Kite                                          |
| 17  | Jun 18, 1989 | U.S. Open (2)                             | 71-64-73-70=278    | −2     | 1 stroke          | Chip Beck, Mark McCumber, Ian Woosnam             |

PGAツアーのプレーオフ記録（6–3）
| 番号 | 年   | 大会名                                             | 相手                                      | 結果                                                     |
| ---- | ---- | -------------------------------------------------- | ----------------------------------------- | -------------------------------------------------------- |
| 1    | 1980 | ミケロブヒューストンオープン                       | リー・トレビノ                            | 最初のエキストラホールでバーディーで勝利                 |
| 2    | 1981 | トーナメントプレーヤーズチャンピオンシップ         | レイモンド・フロイド、 バリー・イェッケル | フロイドは最初のエキストラホールをパーで優勝             |
| 3    | 1983 | ジョー・ガラジオラ・ツーソン・オープン             | ギル・モーガン、 ラニー・ワドキンス       | モーガンは2つ目のエキストラホールでバーディーで優勝      |
| 4    | 1985 | ホンダクラシック                                   | ピーター・ヤコブセン                      | 最初のエキストラホールでパーで優勝                       |
| 5    | 1986 | ヒューストンオープン                               | カルビン・ピート                          | 3つ目のエキストラホールでバーディーで優勝                |
| 6    | 1988 | インデペンデントインシュランスエージェントオープン | グレッグ・ノーマン                        | 3つ目のエキストラホールでバーディーで優勝                |
| 7    | 1988 | 全米オープン                                       | ニック・ファルド                          | 18ホールプレーオフで優勝（ストレンジ：71、ファルド：75） |
| 8    | 1988 | ナビスコ選手権                                     | トムカイト                                | 2つ目のエキストラなホールでバーディーで優勝              |
| 9    | 1991 | ドラルライダーオープン                             | ロッコ・メディテート                      | 最初のエキストラホールでメディテートがバーディーで負け   |

### 日本ゴルフツアー優勝（1）
- 1986 ABC日米マッチ

### オーストラレーシアンツアー勝利（3）
- 1988 サンクチュアリコーブクラシック
- 1989 大京パームメドウズカップ
- 1993 グレッグノーマンのホールデンクラシック

### その他の勝利（7）
- 1980 JCPenney Mixed Team Classic （with Nancy Lopez ）
- 1981 パナマオープン
- 1986 フレッドマイヤーチャレンジ （ ピータージェイコブセン、グレッグノーマン ＆ ゲイリープレーヤーとタイトルを共有）
- 1989 RMCC Invitational （ マーク・オメーラと ）、PGA Grand Slam of Golf（非公式大会）、スキンズゲーム
- 1990 スキンゲーム

## メジャー勝利

### 優勝（2）
| 年   | 大会名             | 54ホール終了時 | 優勝スコア              | 2位との打数差 | 準優勝                                                 |
| ---- | ------------------ | -------------- | ----------------------- | ------------- | ------------------------------------------------------ |
| 1988 | 全米オープン       | 1打リード      | −6（70-67-69-72 = 278） | プレーオフ1   | ニック・ファルド                                       |
| 1989 | 全米オープン （2） | 3打ビハインド  | −2（71-64-73-70 = 278） | 1ストローク   | チップベック、 マーク・マカンバー、 イアン・ウーズナム |

1 18ホールのプレーオフでニックファルドを破った – ストレンジ71（E）、ファルド75（+4）。

### 結果のタイムライン
| トーナメント           | 1975 | 1976年 | 1977 | 1978 | 1979 |
| ---------------------- | ---- | ------ | ---- | ---- | ---- |
| マスターズトーナメント | CUT  | T15 LA | CUT  |      |      |
| 全米オープン           |      |        | CUT  |      |      |
| 全英オープン           |      | CUT    |      |      |      |
| PGAチャンピオンシップ  |      |        |      | T58  | CUT  |

| トーナメント           | 1980 | 1981 | 1982 | 1983 | 1984 | 1985 | 1986 | 1987 | 1988 | 1989 |
| ---------------------- | ---- | ---- | ---- | ---- | ---- | ---- | ---- | ---- | ---- | ---- |
| マスターズトーナメント | CUT  | T19  | T7   | CUT  | T46  | T2   | T21  | T12  | T21  | T18  |
| 全米オープン           | T16  | T17  | T39  | T26  | 3    | T31  | CUT  | T4   | 1    | 1    |
| 全英オープン           |      |      | T15  | T29  |      |      | T14  |      | T13  | T61  |
| PGAチャンピオンシップ  | T5   | T27  | T14  | 86   | CUT  | CUT  | CUT  | 9    | T31  | T2   |

| トーナメント           | 1990 | 1991 | 1992 | 1993 | 1994 | 1995 | 1996 | 1997 | 1998 | 1999 |
| ---------------------- | ---- | ---- | ---- | ---- | ---- | ---- | ---- | ---- | ---- | ---- |
| マスターズトーナメント | T7   | T42  | T31  | WD   | T27  | 9    | CUT  |      |      |      |
| 全米オープン           | T21  | CUT  | T23  | T25  | 4    | T36  | T27  | CUT  | CUT  | CUT  |
| 全英オープン           | CUT  | T38  | CUT  |      |      | CUT  | T72  | T44  | T19  |      |
| PGAチャンピオンシップ  | CUT  | WD   | CUT  | CUT  | T19  | T17  | T26  | CUT  |      |      |

CUT
| トーナメント           | 2000年 | 2001 | 2002 |
| ---------------------- | ------ | ---- | ---- |
| マスターズトーナメント |        |      |      |
| 全米オープン           | CUT    |      |      |
| 全英オープン           |        |      |      |
| PGAチャンピオンシップ  | T58    | CUT  | CUT  |

LA = ローアマチュア
CUT = 予選落ち
WD = 途中棄権
「T」は順位のタイを示す。

### 概要
| トーナメント           | 優勝 | 2位 | 3位 | トップ5 | トップ10 | トップ25 | 出場 | 予選通過 |
| ---------------------- | ---- | --- | --- | ------- | -------- | -------- | ---- | -------- |
| マスターズトーナメント | 0    | 1   | 0   | 1       | 4        | 10       | 20   | 14       |
| 全米オープン           | 2    | 0   | 1   | 5       | 5        | 10       | 22   | 15       |
| 全英オープン           | 0    | 0   | 0   | 0       | 0        | 4        | 13   | 9        |
| PGAチャンピオンシップ  | 0    | 1   | 0   | 2       | 3        | 6        | 23   | 12       |
| 合計                   | 2    | 2   | 1   | 8       | 12       | 30       | 78   | 50       |

- 最大連続予選通過回数 – 13（1987マスターズ– 1990全米オープン）
- トップ10の最長連 – 2（2回）

| トーナメント                   | 1978 | 1979 | 1980 | 1981 | 1982 | 1983 | 1984 | 1985 | 1986 | 1987 | 1988 | 1989 | 1990 | 1991 | 1992 | 1993 | 1994 | 1995 | 1996 | 1997 | 1998 | 1999 |
| ------------------------------ | ---- | ---- | ---- | ---- | ---- | ---- | ---- | ---- | ---- | ---- | ---- | ---- | ---- | ---- | ---- | ---- | ---- | ---- | ---- | ---- | ---- | ---- |
| プレイヤーズチャンピオンシップ | CUT  | CUT  | 21   | T2   | T51  | T8   | T33  | T33  | CUT  | CUT  | DQ   | T34  | T16  | T6   | WD   | CUT  | CUT  | T23  | CUT  | CUT  | CUT  | T23  |

 CUT = 予選落ち
WD = 途中棄権
DQ = 失格
「T」は順位のタイを示す

## 米国代表チームの登場
アマチュア
- アイゼンハワートロフィー ： 1974 （優勝）
- ウォーカーカップ ： 1975 （優勝）

プロ
- ライダーカップ ：1983（優勝）、1985、1987、1989（タイ）、1995、2002（プレーしないキャプテン）
- ダンヒルカップ ： 1985、1987、1988、1989 （優勝）、1990、1991、1994
- フォーツアー世界選手権 ：1985（優勝）、1987（優勝）、1988（優勝）、1989（優勝）
- UBSカップ ：2001年（優勝）、2002年（優勝）、2003年（タイ）、2004年（優勝）

## 用具
1988年、ストレンジが全米オープンで優勝したとき、Ping社は彼が使用したPing Zing 2の黄金のパターレプリカを作成して表彰した。レプリカは2つ作成され、Ping Gold Putter Vaultに保管されている。

## 関連
- PGAツアー勝利数ランキング

## 参照資料
1. ↑  “69 Players Who Have Reached The Top-10 In World Ranking”.   Official World Golf Ranking. 2013年12月20日閲覧。
2. ↑  “PGA Tour Profile – Curtis Strange”. 2013年12月20日閲覧。
3. 1 2 3  “PGA Tour Media Guide – Curtis Strange”. 2013年12月20日閲覧。
4. ↑  Apfelbaum, Jim, ed (2007). The Gigantic Book of Golf Quotations. Skyhorse Publishing. ISBN 978-1-60239-014-0
5. ↑  “Fox Sports Signs Curtis Strange”. Golf.com
6. ↑  “6 fascinating stories from Ping's Gold Putter Vault”.   PGA Tour (2019年1月10日). 2019年2月8日閲覧。